# أحمد هارون
أحمد هارون من مواليد 1965 بمدينة الأبيض عاصمة ولاية شمال كردفان بوسط السودان لأب فقيه، وينتمي لقبيلة البرقو الصليحاب شمال كردفان.

## دراسته
درس أحمد هارون القانون بجامعة القاهرة في مصر وتخرج العام 1987 إذ عاد إلى السودان ليعمل في السلك القضائي قاضياً لفترة قبل أن يتم اختياره ليعمل وزيراً للشئون الاجتماعية في ولاية جنوب كردفان في التسي.
ينتمي أحمد هارون إلى قبيلة أبوسنون الصليحاب وهي قبيلة عربية جعلية وهو من أحفاد الإمام محمد عبد الكريم بن جامع الجعلي المؤسس للملكة العباسية من شمال كردفان حتى تشاد .

## حياته السياسية
يعتبر أحمد هارون من العناصر الشبابية البارزة في الحركة الإسلامية السودانية التي دبرت الانقلاب العسكري الذي قاد الرئيس عمر البشير إلى السلطة العام 1989.
برز أحمد هارون في مهمته كوزير موالٍ للسلطة وجرت ترقيته إلى وظيفة أعلى، إذ تم تعيينه منسقاً عاماً للشرطة الشعبية، وهي ميليشيا شبه عسكرية تتبع لوزارة الداخلية السودانية وتستعين بها في بسط الأمن.
قرر الرئيس السوداني عمر البشير تعيين أحمد هارون وزير دولة بوزارة الداخلية في العام 2003 بعد اشتداد أوار التمرد في إقليم دارفور.
أعفي هارون من منصبه بوزارة الداخلية وتحول إلى منصب وزير الدولة بوزارة الشئون الإنسانية في سبتمبر 2005 في حكومة الوحدة الوطنية التي شكلت بموجب اتفاق السلام في جنوب البلاد.
وقد تلقى هارون تعليمه الابتدائي والمتوسط بمدرسة الأبيض الأهلية ثم الثانوي بمدرسة خور طقت الثانوية حيث برزت أثناء الدراسة الثانوية شخصيته القوية كواحد من القيادات الطلابية الأمر، الذي أهله لتولي رئاسة الداخلية وفي أثناء دراسته الثانوية التحق بتنظيم الاتجاه الإسلامي واستمر في العمل التنظيمي عند التحاقه للدراسة بمصر حيث درس في كلية الحقوق جامعة القاهرة وفي هذه الفترة برز أحمد هارون ككادر خطابي مفوَه وقائد طلابي حيث تولى رئاسة اتحاد الطلاب السودانيين - فرع القاهرة في العام 1988م.

## محاكمته
حول الاتهام الذي وجهه المدعي العام للمحكمة الجنائية الدولية لويس مورينو اوكامبو الوزير السوداني أحمد هارون بارتكاب جرائم حرب في دارفور من قاض سابق إلى متهم.
ويتهم المدعي العام للمحكمة الدولية بلاهاي هارون أثناء توليه لمنصب وزير الدولة بوزارة الداخلية أنه ترأس "لجنة أمن دارفور"التي تتكون من ممثلين للجيش السوداني والشرطة والاستخبارات السودانيتين وتتهم هذه اللجنة بأنها وراء تجنيد الجنجويد وتسليحهم وأنها كانت تعلم بالانتهاكات الواسعة التي قامت بها مجموعات الجنجويد حسب إدعاء المدعي العام.
عين الآن واليا لولاية جنوب كردفان ومن ثم واليا لولاية شمال كردفان . وفي29 يناير 2024 أعلنت الولايات المتحدة الأمريكية أنها ستقدم مبلغا يصل إلى 5 ملايين دولار لمن يساهم في القبض على أحمد برهان المتهم بارتكاب جرائم حرب في دارفور.